# داني دينزونجبا
داني دينزونجبا (بالهندية: डैनी डेन्जोंगपा)‏ هو ممثل هندي، ولد في 25 فبراير 1948 في الهند. من الجوائز التي نالها جوائز فيلم فير لأفضل ممثل مساعد ‏ سنة 1992 وجوائز فيلم فير لأفضل ممثل مساعد ‏ سنة 1993 وجوائز فيلم فير لأفضل ممثل مساعد ‏ عن عمل الله هو الشاهد سنة 1992 وجوائز فيلم فير لأفضل ممثل مساعد ‏ عن عمل الله هو الشاهد سنة 1993.

## أعمال

### أفلام
- (1992) الله هو الشاهد
- (1997) سبع سنوات في التبت[6]
- (2009) الحظ
- (2010) روبوت
- (2014) بانغ بانغ[7]
- (2014) جاي هو

## جوائز وترشيحات
جوائز
- جوائز فيلم فير لأفضل ممثل مساعد [الإنجليزية]‏ (1992)
- جوائز فيلم فير لأفضل ممثل مساعد [الإنجليزية]‏ (1993)
- جوائز فيلم فير لأفضل ممثل مساعد [الإنجليزية]‏، عن عمل: الله هو الشاهد (1992)
- جوائز فيلم فير لأفضل ممثل مساعد [الإنجليزية]‏، عن عمل: الله هو الشاهد (1993)

ترشيحات
- جائزة فيلم فير لأفضل أداء في دور سلبي [الإنجليزية]‏ (1992)
- جائزة فيلم فير لأفضل أداء في دور سلبي [الإنجليزية]‏ (1995)
- جائزة فيلم فير لأفضل أداء في دور سلبي [الإنجليزية]‏ (1996)
- جائزة فيلم فير لأفضل أداء في دور سلبي [الإنجليزية]‏ (1997)
- جوائز فيلم فير لأفضل ممثل مساعد [الإنجليزية]‏ (1979)
- جوائز فيلم فير لأفضل ممثل مساعد [الإنجليزية]‏ (1985)

## وصلات خارجية
- داني دينزونجبا على موقع IMDb (الإنجليزية)
- داني دينزونجبا على موقع ألو سيني (الفرنسية)
- داني دينزونجبا على موقع ميوزك برينز (الإنجليزية)
- داني دينزونجبا على موقع أول موفي (الإنجليزية)
- داني دينزونجبا على موقع قاعدة بيانات الأفلام السويدية (السويدية)
- داني دينزونجبا على موقع ديسكوغز (الإنجليزية)
- داني دينزونجبا على موقع قاعدة بيانات الفيلم (الإنجليزية)
- داني دينزونجبا على موقع كينوبويسك (الروسية)